# Elecciones internas del Partido Socialista Unido de Venezuela de 2024
Las elecciones internas del Partido Socialista Unido de Venezuela de 2024 se realizaron el domingo 16 de marzo de 2024, con motivo de la elección del candidato presidencial del partido, el cual fue elegido a través del método de asambleas de bases en distintos puntos del país, siendo elegido Nicolás Maduro como candidato a la reelección para competir por un tercer mandato al frente del ejecutivo.

## Antecedentes
El 31 de enero Nicolás Maduro apoya la iniciativa de apresurar el cronograma de elecciones presidenciales durante la sesión de inicio del año judicial 2024. Jorge Rodríguez, presidente de la Asamblea Nacional, aseguró que antes del 18 de abril, fecha en la que expirarían las licencias petroleras, el gobierno de Venezuela elaborará el cronograma para las elecciones presidenciales. El 5 de febrero la Asamblea Nacional se iniciaron jornadas de diálogo nacional con el objetivo de construir una propuesta de calendario comicial entre los representantes de los partidos políticos, trabajadores y empresarios, sin la presencia de los representantes de la Plataforma Unitaria. El 7 de febrero el Primer Vicepresidente Pedro Infante, aseguró que se planteó un acuerdo entre todos los sectores políticos para reconocer los resultados de los comicios presidenciales. Estos encuentros fueron convocados por el presidente del parlamento de mayoría chavista, Jorge Rodríguez, y se espera que  el 9 de febrero los distintos sectores consignen un documento escrito con las sugerencias, donde sectores religiosos abogaron por una fecha oportuna, «que permita la participación de los ciudadanos».
Luego de tres semanas de reuniones, el 28 de febrero se firma un acuerdo para el cronograma de presidenciales entre diputados, partidos políticos y movimientos sociales, sin la presencia de los representantes de la Plataforma Unitaria. La propuesta fue entregada el 1ro de marzo al Consejo Nacional Electoral. El 1 de marzo de 2024, la Asamblea Nacional entregó al CNE un documento que presentaba una propuesta de cronograma electoral con 25 fechas que el órgano comicial podría considerar, resaltando que constitucionalmente es el CNE quien debe convocar el proceso electoral y decidir la fecha exacta.
El 5 de marzo el Consejo Nacional Electoral convocó a elecciones presidenciales para el 28 de julio, anunciando también las actividades más resaltantes del cronograma electoral, publicada por el CNE en 101 pasos.

## Proceso

### Candidatos
La coalición de gobierno, Gran Polo Patriótico Simón Bolívar, al principio no se expresó sobre un candidato, sin embargo, se esperaba que el presidente Nicolás Maduro fuese su candidato presidencial para los comicios. También habían sido mencionados otros dirigentes del chavismo como posibles candidatos, aunque la coalición no se pronunció de manera oficial sobre estos rumores. Rafael Lacava, gobernador de Carabobo, y Jorge Rodríguez, presidente de la Asamblea Nacional, terminaron descartando cualquier aspiración presidencial.

### Proclamación
Durante el proceso de consultas a las bases del Partido Socialista Unido de Venezuela (PSUV) realizadas del 7 al 9 de marzo, más de 4 millones de militantes decidieron postular formalmente el 16 de marzo que el actual presidente Nicolás Maduro sería su candidato para las elecciones presidenciales. Según el vicepresidente del partido Diosdado Cabello aseguró en una publicación que 4 240 032 de militantes inscritos en el PSUV participaron en la consulta. Esta fue la tercera candidatura de Maduro como presidente. «A pesar de todas las adversidades, (Maduro) ha logrado mantener la paz en este país, haciendo política, derrotando la oligarquía, no una vez sino muchas veces» dijo Cabello, recordando que más de 317 187 asambleas realizadas en distintos puntos del país decidieron postular a Nicolás Maduro como candidato.